# .krd
.krd ist eine generische Top-Level-Domain (gTLD), die von dem Department of Information Technology der Regionalregierung Kurdistans betrieben wird. Sie wurde am 18. Juli 2014 angekündigt und ist für die gesamte Region Kurdistan gedacht. Die Registrierung bei der IANA erfolgte am 10. Juli 2014. Die technische Serververwaltung übernimmt die kurdische Regionalregierung in Erbil.   

## Spezielle Domains
Die Regierung der autonomen Region Kurdistan hat mit gov.krd die erste Domain erhalten.